# Scopula rubella
Scopula rubella är en fjärilsart som beskrevs av Sterneck 1927. Scopula rubella ingår i släktet Scopula och familjen mätare. Inga underarter finns listade.